# 松尾与十郎
松尾 与十郎（松尾 與十郎、まつお よじゅうろう、天保3年7月3日（1832年7月29日） — 1886年（明治19年）3月15日）は、日本の篤志家である。明治時代に五十嵐川の治水・築堤に尽力した。

## 来歴・人物
越後国蒲原郡片口村の里正（庄屋）・松尾與右衛門の長男として出生した。松尾家には北越戦争の際、村山半牧を匿った。
明治5年8月1日（1872年9月3日）に、五十嵐川が氾濫し、片口村をはじめ五十嵐川左岸（嵐南）が浸水する八朔の洪水が発生した。与十郎はこの洪水被害を受けて、右岸（三条町側）より堤防が低い左岸にしっかりとした堤防の必要性を村々に訴え、新潟県令平松時厚の視察に際して陳情したが、左岸堤防の築堤は許可されなかった。
1874年（明治7年）に再び暴風雨により嵐南が浸水したため、与十郎は片口村だけでなく、本成寺村・四日町村・新保村・月岡村・諏訪新田村・曲渕村・西本成寺村・中村・五明村・東鱈田村など13ヶ村と共同で県庁に築堤するよう建白書を提出した。この動きに対して、右岸の三条町側は、左岸の堤防が低いことが右岸への五十嵐川溢水を防いでいるから左岸堤防築堤は反対であると反発した。翌1875年に県令楠木正隆が五十嵐川を実地検分し、築堤の許可を出した。右岸の築堤工事は同年に始まり、月岡村から本成寺村までの左岸堤防（6.1km）が、1876年9月に完成した。しかし、まだ堤防の高さや幅が足らず、再び願い出て許可をとって工事をはじめ、1877年に完工した。この追加建設費は、県から工事費の31%の補助金を得ることができたが、1876年までの工事に対して補助が出ず、与十郎が私財をすべて擲って負担した。与十郎はこのほか、月岡村から新通川につながる排水路をつくり、また、四日町村から五明村までの道路（新潟県道8号長岡見附三条線の一部）を作った。
この堤防は、1878年の明治天皇巡幸に際して順路となった。
与十郎は1886年3月15日に死去した。与十郎の墓は1925年、矢田村の光照寺に四日町水害豫防組合によって建立され、墓の碑名は「榮松院正山良信居士墓」とある。

## 栄典
- 1924年2月11日 - 贈従五位[1][2]

## 新堤碑
与十郎の功績を顕彰するため、1887年に石碑「新堤碑」が建立された。篆額は三條實美、碑文は楠木正隆によるもので、御蔵橋南詰に長くあった（1986年に御蔵橋の改修事業により四日町の日吉神社に移設）。しかし、2004年7月13日の平成16年7月新潟・福島豪雨（7・13水害）による五十嵐川河川改修事業により、五十嵐川水害復興記念公園（左岸・諏訪地内の7・13水害破堤地）に移設された。
また、四日町の日吉神社には「松尾與十郎翁嵐南築堤記念碑」として与十郎の胸像が建立されている。